# São Pedro da União
São Pedro da União is een gemeente in de Braziliaanse deelstaat Minas Gerais. De gemeente telt 5.386 inwoners (schatting 2009).

## Aangrenzende gemeenten
De gemeente grenst aan Bom Jesus da Penha, Guaranésia, Guaxupé, Jacuí, Juruaia en Nova Resende.